# Alain Ravennes
Alain Ravennes est un homme politique et un homme de lettres français, né le 9 décembre 1948 à Paris, mort le 28 avril 1994 à Clamart.

## Biographie
Alain Ravennes s'était impliqué très jeune dans la politique et le mouvement des idées. Au milieu des années 1960, Alain Ravennes milite au Parti communiste français, qu'il quitte pour rejoindre la mouvance maoïste en participant aux activités de l'association France-Chine. Il évolue ensuite politiquement pour se rapprocher des gaullistes de gauche, et fonde en 1968 le MIE (Mouvement pour l'Indépendance de l'Europe) avec Edmond Michelet et René Capitant.
En 1978, il fonda avec notamment Raymond Aron le CIEL (Comité des Intellectuels pour l'Europe des Libertés). Il participa à la revue art press jusqu'au début de 1980.

## Publications
Romans
- Alain Ravennes, Michel : roman, Paris, éditions Denoël, coll. « Romans français », 1987 (ISBN 2-207-23391-X)
- La Ronde de nuit, édité à compte d'auteur, 1993,  (ISBN 2-9508128-0-5)
- Alain Ravennes, Une guerre amoureuse : roman, Paris, éditions Albin Michel, 1983, 355 p. (ISBN 2-226-01145-5)

Théâtre
- La Couronne de fer, 1984, Théâtre de l'Essaïon